# Särkijärvi och Syväjärvi
Särkijärvi och Syväjärvi eller Särkijärvi är en sjö i Finland. Den ligger i kommunen Kuhmo i landskapet Kajanaland, i den centrala delen av landet, 500 km nordost om huvudstaden Helsingfors. Särkijärvi och Syväjärvi ligger 186,9 meter över havet. Den är 4,3 meter djup. Arean är 2 kvadratkilometer och strandlinjen är 16,12 kilometer lång. Sjön  ingår i Uleälvens huvudavrinningsområde. 